# Olympische Sommerspiele 2012/Gewichtheben – Bantamgewicht (Frauen)
Das Gewichtheben der Frauen in der Klasse bis 48 kg (Bantamgewicht) bei den Olympischen Spielen 2012 in London fand am 28. Juli 2012 im ExCeL Exhibition Centre statt. Es traten 14 Sportlerinnen aus 12 Ländern an.
Der Wettbewerb bestand aus zwei Teilen: Reißen (Snatch) und Stoßen (Clean and Jerk). Die Teilnehmerinnen traten zuerst im Reißen an, bei dem sie drei Versuche hatten. Wer ohne gültigen Versuch blieb, schied aus. Im Stoßen hatte wieder jede Starterin drei Versuche. Die Sportlerin mit dem höchsten zusammenaddierten Gewicht gewann. Im Falle eines Gleichstandes gab das geringere Körpergewicht den Ausschlag.

## Titelträgerinnen
| Weltmeisterin   | Reißen    | Tian Yuan   | 090 kg | WM 2011 in Paris |
| Weltmeisterin   | Stoßen    | Tian Yuan   | 117 kg | WM 2011 in Paris |
| Weltmeisterin   | Zweikampf | Tian Yuan   | 207 kg | WM 2011 in Paris |
| Olympiasiegerin | Zweikampf | Chen Xiexia | 212 kg | Peking 2008      |

## Bestehende Rekorde
| Weltrekord    | Reißen    | Yang Lian     | 098 kg | Santo Domingo, Dominikanische Republik | 1. Oktober 2006 |
| Weltrekord    | Stoßen    | Chen Xiexia   | 120 kg | Tai’an, China                          | 21. April 2007  |
| Weltrekord    | Zweikampf | Yang Lian     | 217 kg | Santo Domingo, Dominikanische Republik | 1. Oktober 2006 |
| Olympiarekord | Reißen    | Nurcan Taylan | 097 kg | Athen, Griechenland                    | 14. August 2004 |
| Olympiarekord | Stoßen    | Chen Xiexia   | 117 kg | Peking, China                          | 9. August 2008  |
| Olympiarekord | Zweikampf | Chen Xiexia   | 212 kg | Peking, China                          | 9. August 2008  |

## Zeitplan
- Gruppe A: 28. Juli 2012, 15:30 Uhr

## Endergebnis
| Platz | Sportlerin                | Land                    | Körper- gewicht | Reißen (kg) | Reißen (kg) | Reißen (kg) | Reißen (kg) | Stoßen (kg) | Stoßen (kg) | Stoßen (kg) | Stoßen (kg) | Zweikampf |
| Platz | Sportlerin                | Land                    | Körper- gewicht | 1           | 2           | 3           | Ergebnis    | 1           | 2           | 3           | Ergebnis    | Zweikampf |
| ----- | ------------------------- | ----------------------- | --------------- | ----------- | ----------- | ----------- | ----------- | ----------- | ----------- | ----------- | ----------- | --------- |
| 1     | Wang Mingjuan             | China                   | 47,73           | 88          | 88          | 91          | 91          | 110         | 114         | 116         | 114         | 205       |
| 2     | Hiromi Miyake             | Japan                   | 47,74           | 83          | 85          | 87          | 87          | 108         | 110         | 113         | 110         | 197       |
| 3     | Ryang Chun-hwa            | Nordkorea               | 47,52           | 80          | 83          | 84          | 80          | 108         | 109         | 112         | 112         | 192       |
| 4     | Sirivimon Pramongkhol     | Thailand                | 47,23           | 78          | 80          | 82          | 82          | 106         | 108         | 109         | 109         | 191       |
| 5     | Nurdan Karagöz            | Türkei                  | 46,99           | 80          | 83          | 84          | 83          | 104         | 107         | 107         | 104         | 187       |
| 6     | Honami Mizuochi           | Japan                   | 47,77           | 76          | 78          | 80          | 80          | 92          | 94          | 96          | 96          | 176       |
| 7     | Ngangbam Soniya Chanu     | Indien                  | 47,74           | 72          | 74          | 75          | 74          | 93          | 97          | 97          | 97          | 171       |
| 8     | Betsi Rivas               | Venezuela               | 47,43           | 68          | 70          | 70          | 70          | 92          | 96          | 98          | 98          | 168       |
| 9     | Beatriz Pirón             | Dominikanische Republik | 47,85           | 72          | 75          | 77          | 77          | 87          | 90          | 92          | 90          | 167       |
| 10    | Mélanie Bardis            | Frankreich              | 47,71           | 70          | 73          | 75          | 73          | 88          | 91          | 93          | 93          | 166       |
| 11    | Lely Burgos               | Puerto Rico             | 47,61           | 65          | 70          | 70          | 65          | 87          | 92          | 92          | 92          | 157       |
| 12    | Nathalia Rakotondramanana | Madagaskar              | 47,74           | 55          | 55          | 60          | 55          | 75          | 80          | 82          | 80          | 135       |
| —     | Panida Khamsri            | Thailand                | 47,45           | 81          | 81          | 81          | —           | —           | —           | —           | —           | NVL       |
| —     | Marina Sisoyeva           | Usbekistan              | 47,85           | 79          | 79          | 80          | —           | —           | —           | —           | —           | NVL       |

- Hiromi Miyake (JPN) und Ryang Chun-hwa (PRK) holten die ersten Medaillen für ihre Länder in dieser Gewichtsklasse.
- Die polnische Europameisterin Marzena Karpińska wurde wegen Dopingverdachts nicht zum Wettkampf zugelassen.[1]
- Vizeweltmeisterin Panida Khamsri (THA) schied nach drei Fehlversuchen im Reißen aus.